# Mocajuba
Mocajuba este un oraș în Pará (PA), Brazilia.